# Clasa 56 (BR)
BR Clasa 56 (Electroputere LDE3500) este o locomotivă diesel britanică, proiectată pentru marfare grele. Este o locomotivă Type 5 (Tipul 5), cu motoare Ruston-Paxman care au puterea de 3250 CP (2423 KW), și are un aranjament de roți Co'Co'. Locomotivele au fost construite între 1976 și 1984.
Primele treizeci de locomotive (56001-56030) au fost construite de Electroputere Craiova. Restul locomotivelor (105 exemplare) au fost construite de către BREL Doncaster și Crewe. Pasionații feroviari le-au poreclit Gridirons, prescurtat Girds („Grilaje”) din cauza grilajului care acoperă goarna pe cabina locomotivelor, dotate de la locomotiva 56056.

## Date tehnice și istoric
Conform clasificării BR, locomotiva din Clasa 56 aparține Tipului 5 de locomotive (Clasele 50-59), însemnând că produce peste 3000 de cai putere. În nomenclatura locomotivelor Românești, a primit clasificația de Electroputere LDE 3500, ceea ce semnifică faptul că este o locomotivă diesel electrică care produce 3500 CP, dar puterea motorului a fost redusă ulterior la 3250 CP.

### Istoric
După succesul locomotivelor din Clasa 47 din anii 1960, British Rail dorea o variantă mai modernă a locomotivei, cu specificații diferite (precum lipsa panoului care arăta numărul trenului, înlocuirea motorului Sulzer, etc). Pentru a permite testarea fiabilității noului motor, locomotiva BR 47046 (renumerotată în 47601), avariată în urma unei deraieri la Peterborough in 1974, a fost modificată. După probele cu 47601, la finele anului 1974, BR a comandat 60 de bucăți, 30 urmând să fie produse la fabrica Brush Traction, Loughborough, și celelalte 30 la fabrica BREL Doncaster. Mai târziu, numărul locomotivelor a fost crescut la 135, și din cauza constrângerilor de capacitate la Brush și la atelierele BREL datorită altor proiecte, construcția a fost ulterior subcontractată la întreprinderea Electroputere din Craiova, atunci în RS România. Aceste locomotive, astfel, au devenit singurele locomotive ale British Rail care au fost produse în Blocul Estic.
Ambițiile BR-ului de a produce o locomotivă din Tipul 5 datau încă de la începutul aniilor 1970, cu scopul de a construi o locomotivă nouă strict pentru trenurile de marfă, și pentru a permite mutarea unor locomotive din Clasa 47 pe alte trenuri (în principal pentru a înlocui alte locomotive considerate non-standard). Însă aceste planuri au fost parțial afectate de criza economică din Marea Britanie a aniilor 1970, care a dus la reducerea angajaților calificați la uzinele feroviare, lucru ce a afectat producția de material rulant din Marea Britanie pe termen lung.
Pe 4 august 1976, locomotivele au fost aduse la Zeebrugge, Belgia, fiind încărcate în feribot spre Harwich, Anglia. Ulterior au fost aduse în triajul Tinsley din Sheffield, iar primele probe au fost efectuate pe linia Settle-Carlisle. Următoarele 28 de exemplare au fost aduse la depoul Barrow Hill, de unde au fost modificate datorită diverselor defecțiuni inițiale și a altelor probleme. Probele acestor locomotive au fost ulterior efectuate circulând între triajul Tinsley și triajul Peterborough Vest.
Prima locomotivă care a intrat în circulație pe 25 februarie 1977 a fost 56006, urmate de 56001-56004 pe 28 februarie 1977, fiind alocate depolui Tinsley.
La finalul anului 1984, următoarele exemplare au fost produse:
- 56001-56030, construite la Electroputere Craiova
- 56031-56115, construite la BREL Doncaster
- 56116-56135, construite la BREL Crewe

Din cauza cererii mari de producție la atelierele Doncaster și a lipsei de muncitori calificați, producția anumitor componente a fost transferată asupra altor ateliere ale BREL-ului; spre exemplu subansamblurile acoperișurile, rezervoarele de carburanți și cabinele erau fabricate la atelierele Ashford, posturile de conducere erau fabricate la atelierele Eastleigh și carcasele pentru radiatoare la atelierele Swindown, asamblarea finală fiind făcută la Doncaster. Producția ultimelor locomotive a fost mutată la Crewe pentru a permite locomotivelor din Clasa 58 să își înceapă producția la uzina din Doncaster.
După repararea problemelor, locomotivele din Clasa 56 s-au dovedit a fi foarte fiabile, și mai puțin predispuse la alunecarea roților, față de locomotivele din Clasa 58, care erau mai noi. Însă odată cu finele aniilor 1980 și venirea aniilor 1990, costurile de mentenanță au fost foarte ridicate iar odată cu venirea locomotivelor din Clasa 66 (EMD JT42CWR) acestea au fost retrase datorită costurilor de mententanță mai ieftine ale locomotivelor EMD sau în privința valabilității lor. Totuși, primele impresii lăsate de membrii clasei au lăsat mai mulți clienți ai BR-ului neimpresionați, lucru ce a dus la livrarea primelor locomotive din Clasa 59 (bazată pe locomotiva americană EMD SD40-2) pentru compania de asfalt Foster Yeoman în 1985, pe fondul unei situații în care 40% din trenurile de marfă ale Foster Yeoman erau tractate de locomotivele din Clasa 56 care nu puteau respecta graficul de circulație.

### Date tehnice

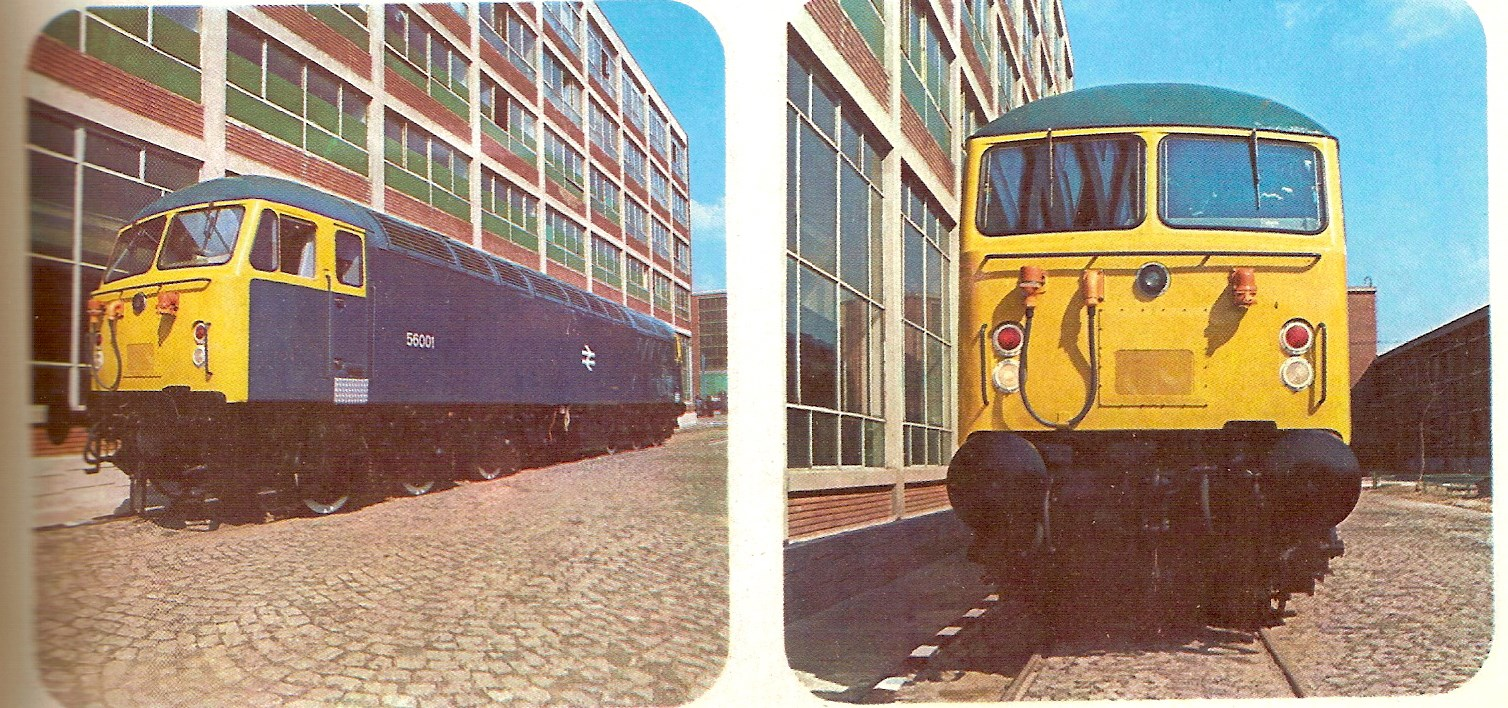
Fotografie oficială a locomotivei 56001 în curtea uzinei Electroputere din Craiova (1976)

La introducerea sa în 1976, locomotiva era una dintre cele mai moderne locomotive diesel ale BR-ului, fiind classificată drept o locomotivă de a doua generație, față de predecesorul său din prima generație (Clasa 47, 1962-1968).

#### Motor
Motorul folosit este un Ruston-Paxman 16RK3CT, fiind un descendent direct al motoarelor English Electric CSVT, fiind înrudit cu motorul EE 16CSVT din locomotivele din Clasa 50. Printre îmbunătățiri, se numără sisteme de turbosupraalimentare noi, ax cu came acționat prin angrenaje în locul acționării prin lanțuri de distribuție (folosite la Clasa 50), și îmbunătățiri la capul de cilindri, la pompele de combustibil și la injectoare. Motorul producea o putere de 3500 CP inițial, dar acesta a fost limitat la 3250 CP.

#### Partea electrică
O diferență cheie la locomotivele din Clasa 56 (și celelalte din a doua generație) față de cele din prima generație din anii 1950 și 1960, a fost folosirea alternatoarelor, acționate în CA în locul generatoarelor acționate în CC pentru generarea curentului de tracțiune și a alimentării auxiliare. Acest lucru generează o unitate de putere mult mai robustă și reduce foarte mult riscul apariției suprasarcinii de curent electric sau a defecțiunilor de împământare. Deoarece motoarele de tracțiune erau acționate în CC, curentul electric trebuia redresat, iar la echipamentele auxiliare (precum compresoarele și grupele de ventilație) foloseau curent alternativ trifazat produs de alternatorul auxiliar, astfel încât ele rulau la o viteză direct proporțională cu cea a turației motorului.

#### Frâne
Aceste locomotive au fost dotate cu frânele Davies & Metcalfe E70, fiind primele locomotive ale BR-ului care au fost dotate doar cu frâne de aer. Alte locomotive produse anterior foloseau frâne vidate sau o "combinație" a amândurora, de unde un selector schimba modul de frânare depinzând de tipul de material rulant folosit, și de rangul trenului.